# Гижа Олександр Романович
Олекса́ндр Рома́нович Ги́жа (нар. 13 вересня 1936, Йосипівка, Козятинський район, Вінницька область) — український прозаїк, священик Церкви Християн Віри Євангельської.
Закінчив історичний факультет Київського державного університету ім. Т. Г. Шевченка. Був поранений під час військових подій 1956 в Угорщині. Потім працював прохідником на шахті в Луганській області.
Автор книжок, повістей та романів «Двісті метрів до сонця» (1967), «Щербаті дні до середи», «Крутий поворот» (1948), «Знайомі з вересня» (1976), «Дорога» (1981), «Ніч літньої повені» (1979), «Човен для людей», «Короткий полдень в январе» (рос.переклад 1978), «Титан» (1979), «Глибока межа» (1987), «Гірська роса», «Житні плачі», «Облога Кармалюка», «Покличте мене дороги»; кіносценарію «Ніч літньої повені», видав книжку поезій «Окрапини» (2006), «Богун» - Поема Реквієм, «Четвертований храм» історичний роман (2018) «Зламаний Меч» роман реквієм (2020), «Вокалізи Вівальді» ROMAN – GROTTESCO (2022), Переклав українською «Біблію» (2000).
Останні роки проживає в Києві, в будинку на проспекті Георгія Гонгадзе.